# فيلي أوكسانن
فيلي أوكسانن (بالفنلندية: Ville Oksanen)‏ هو لاعب كرة قدم فنلندي في مركز الوسط، ولد في 25 فبراير 1987 في Anjalankoski ‏ في فنلندا. لعب مع ميبا.

## وصلات خارجية
- فيلي أوكسانن على موقع قاعدة بيانات كرة القدم.إي يو (الإنجليزية)
- فيلي أوكسانن على موقع Soccerway.com (الإنجليزية)